# Wasserstrahlfräsen

Ausgefräster Beton am Bauwerk Phaeno in Wolfsburg

Wasserstrahlfräsen ist ein abrasives Verfahren aus der Gruppe des Strahlspanens.

## Betonverarbeitung
Wasserstrahlfräsen werden genutzt um z. B. Beton zu bearbeiten, zur Erzeugung vergleichsweise ebener Betonoberflächen oder um schadhaften Beton zu entfernen.
Ein Wasserstrahl wird mit einem Druck von bis über 3.000 bar aus dem Strahlwerkzeug mit einer Düsenweite von wenigen Millimetern auf Beton gerichtet. Bei der Betonsanierung kann so spröder Altbeton entfernt werden, während der elastische Stahl und der weiter verwendbare Beton erhalten bleiben. Ein Vorteil dieser Technik ist die geringere Erschütterung.

## Medizintechnik
In der Medizintechnik gibt es auch die Trennung von Knochen (Osteotomie) durch Wasserstrahlfräsen mit gepulstem Strahl. Die Knochensubstanz und das umliegende Bindegewebe haben unterschiedliche Elastizitäten. Während sich das Gewebe aufgrund eines deutlich elastischeren Verhaltens noch verformt, ist der Knochen schon an der Bruchgrenze und eine Zerspanung kann erfolgen. Bei richtiger Wahl der Pulsationsfrequenz bleibt das zu schonende Gewebe im elastischen Bereich gering beansprucht.

## Dentaltechnik
In der Dentaltechnik wird die Verwendung von Wasserstrahlfräsen für die Direktbearbeitung von im gebrannten Zustand vorliegenden Dentalkeramiken erforscht.